# 트레보르 클레브노
트레보르 제라르 장클로드 클레브노(프랑스어: Trévor Gérard Jean-Claude Clévenot, 1994년 6월 28일~)는 프랑스의 배구 선수로 포지션은 아웃사이드 히터이다. 현재 야스트솅프스키 벵기엘과 프랑스 배구 국가대표팀 소속으로 활동하고 있다. 2020년 하계 올림픽에서 프랑스 대표 선수로서 금메달을 획득했다.